# Монте Миљиоре-Ла Селвота (Рим)
Монте Миљиоре-Ла Селвота је насеље у Италији у округу Рим, региону Лацио.
Према процени из 2011. у насељу је живело 2416 становника. Насеље се налази на надморској висини од 95 м.